# Landskabsform
En landskabsform udgør en geomorfologisk enhed og er for det meste defineret ud fra sine overfladeformer og placering i landskabet, som en del af terrænet, og som sådan, er typisk et element af topologien. Landskabsformer er således betinget af fremtræden, ikke af funktionssammenhæng: en bakke er en landskabsform, et afvandingsopland er derimod en funktionel enhed med vandet strømmende til samme vandløb eller vandhul og med skillelinjen gående midt hen over bakken, idet vandet fra den ene side vil strømme mod et vandløb, mens vandet fra den anden side vil strømme mod et andet vandløb.
Landskabsformer bliver inddelt efter egenskaber og kendetegn som højde, hældning, orientering, stratifikation, klippeeksponering og jordtype og omfatter berme, gravhøje, bakker, klipper, dale, floder og mange andre elementer.
Landskabsformer danner grundlag for underinddeling i naturtyper efter det plantesamfund, der findes i tilknytning til dem. 
Typer af landskabsformer og landskabsforms elementer:
- bakke (geologi)
- bjerg
- Bjergart
- Bjergkam
- Bjergkæde
- Bjergpas
- Bjergryg
- Bjergtinde
- dal
- Fjeld
- Grundfjeld
- Hule
- Klint
- Klit
- klippe (geologi)
- Kløft
- Kontinentalplade
- Oceanbundsplade
- Oceangrav
- Oceanryg
- Slugt
- Tinde
- tunneldal
- vulkan